# Gareth Williams (skuespiller)
 For alternative betydninger, se Gareth Williams. (Se også artikler, som begynder med Gareth Williams)
Gareth Williams er en amerikansk skuespiller. Han er sikkert bedst kendt for sin rolle som Mike Potter, en tilbagevendende karakter i tv-dramaet Dawson's Creek.